# Franc-Waret
Franc-Waret is een plaats en deelgemeente van de Belgische gemeente Fernelmont in de provincie Namen. Tot 1 januari 1977 was het een zelfstandige gemeente.

## Geschiedenis

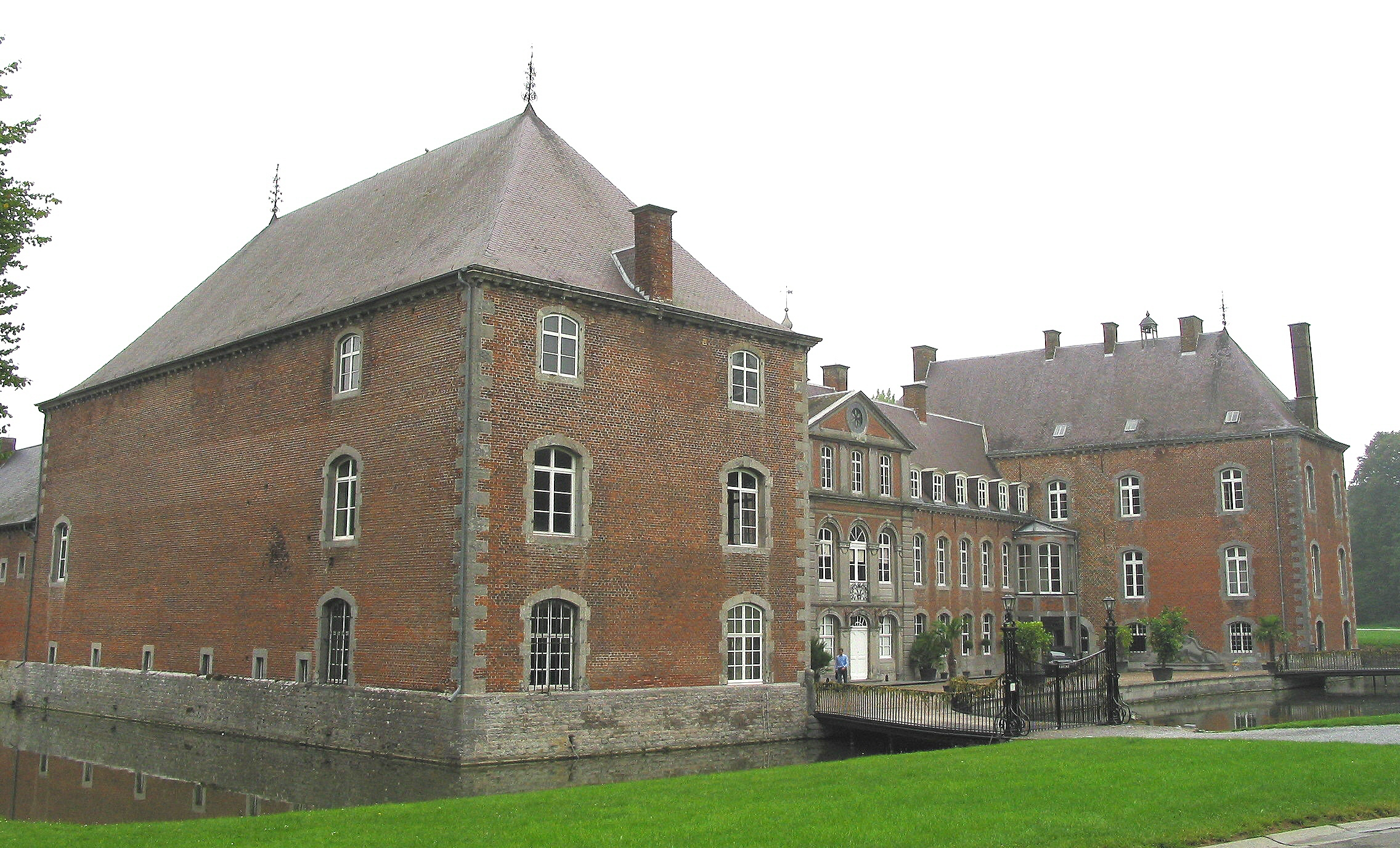
Kasteel van Franc-Waret

Afgaand op het kwalificatie Franc (vrij) was Franc-Waret een soort allodium. De heerlijkheid verschijnt eind 13e eeuw in de bronnen. In 1591 kwam ze in handen van de heren van Groesbeek door het huwelijk van Hélène d'Yve met baron Jean de Groesbeeck. Hun zoon herbouwde de Saint-Remikerk tot haar huidige aanzicht. Het kasteel van Franc-Waret onderging in 1750-1755 een verbouwing-uitbreiding door de architect Jean-Baptiste Chermanne in opdracht van graaf Alexandre-François de Groesbeeck. 
Aan het begin van de Eerste Wereldoorlog lag Franc-Waret op de linie die werd verdedigd door Franse en Belgische soldaten tijdens de Slag bij Charleroi. Niet veel verder lag het Fort van Marchovelette, deel van de stelling rond Namen. De Duitsers bombardeerden het fort en de loopgraven. Bij het innemen van Franc-Waret fusilleerden ze 16 inwoners, voorwendend dat het een strafmaatregel tegen franc-tireurs betrof. Van april 1917 tot november 1918 ontving Franc-Waret honderden, voornamelijk Noord-Franse vluchtelingen.

## Demografische ontwikkeling
- Bronnen:NIS, Opm:1831 tot en met 1970=volkstellingen, 1976= inwoneraantal op 31 december

## Voetnoten
1. ↑  Norbert Bastin, "Le château de Franc-Waret" in: Bulletin de la Commission royale des monuments et des sites, 1973, p. 234
2. ↑  Franc-Waret - Monument aux morts et aux victimes civiles de 1914-1918, Bel-memorial (bezocht 15 juli 2025)
3. ↑  Commune de Franc-Waret, “Arrivée de réfugiés à Franc-Waret,” Archives 14-18 en Wallonie (bezocht 15 juli 2025)